# Pigritia
Pigritia is een geslacht van vlinders van de familie spaandermotten (Blastobasidae).

## Soorten
- P. angustipennella Dietz, 1900
- P. arizonella Dietz, 1900
- P. astuta Meyrick, 1918
- P. basilarella Dietz, 1900
- P. biatomella Walsingham, 1897
- P. canariella (Dietz, 1900)
- P. confusella Dietz, 1900
- P. discopunctella (Dietz, 1900)
- P. fenyesella (Dietz, 1900)
- P. fuscosuffusella (Dietz, 1900)
- P. grisella (Dietz, 1900)
- P. heidemannella (Dietz, 1900)
- P. latiscaptella Clemens, 1860
- P. medeocris Walsingham, 1897
- P. mediofasciella Dietz, 1900
- P. minnicella (Dietz, 1900)
- P. obscurella Dietz, 1900
- P. occidentella (Dietz, 1900)
- P. ochreella Clemens, 1863
- P. ochrocomella Clemens, 1863
- P. ornatella Dietz, 1900
- P. pallidotinctella (Dietz, 1900)
- P. purpurella Dietz, 1900
- P. spoliatella Dietz, 1900
- P. tenebrella (Dietz, 1900)
- P. tristella Dietz, 1900
- P. troctis Meyrick, 1922